# Burkertshof
Burkertshof ist ein Gemeindeteil der Gemeinde Berg bei Neumarkt in der Oberpfalz im Landkreis Neumarkt in der Oberpfalz in Bayern.

## Geografie
Die Einöde liegt im Oberpfälzer Jura auf circa 550 m ü. NHN über dem linken Talhang des Sindelbachs ca. 3 km nordöstlich des Gemeindesitzes.

## Geschichte
1367 erhielt das Kloster Kastl den Burkertshof von den Gebrüdern Wilhelm und Heinrich die Loterbecken. 1427 kommt der Hof im Salbuch des Herzogs Johann als „Burkhartshoff“ und um 1550 im Salbuch des pfälzischen Amtes Haimburg als „Purgckhardshoff“ vor. Als 1639 die herzogliche Regierung von Amberg von den ihr unterstellten Ämtern Berichte über die Belegungsfähigkeit in den einzelnen Orten für das Winterquartier von Truppen anforderte, gab das Amt Haimburg Burkertshof nicht an, wohl, weil er infolge des Dreißigjährigen Krieges öd lag. Später wurde er wieder besiedelt und geteilt: Gegen Ende des Alten Reiches, um 1800, bestand die Einöde aus zwei Halbhöfen, auf denen jeweils eine Familie Frauenknecht saß. Die Hochgerichtsbarkeit und die Niedergerichtsbarkeit übte das Pflegamt Haimburg aus, das zuletzt in Personalunion mit dem Pflegamt Pfaffenhofen geführt wurde.
Im Königreich Bayern (1806) gehörte Burkertshof dem Steuerdistrikt Sindlbach, bei der Gemeindebildung um 1810/20 der Ruralgemeinde Sindlbach an, die neben Sindlbach und Burkertshof noch Bischberg und Langenthal umfasste, seit 1. April 1939 auch Haimburg und den dem Burkertshof benachbarten Gebertshof. Diese Gemeinde war dem Landgericht Kastl im Bezirksamt Velburg unterstellt.
Im Zuge der Gebietsreform in Bayern wurde Sindlbach und damit auch Burkertshof  am 1. Mai 1978 nach Berg eingemeindet.
Als Alternative zur Milcherzeugung ist in Burkertshof im Jahr 2009 eine Biogasanlage des Jungbauern Robert Hirschmann entstanden.

### Einwohnerentwicklung
- 1830: 14 (2 Häuser)[8]
- 1861: 26 (6 Gebäude)[9]
- 1937: 14[10]
- 1961: 13 (2 Wohngebäude)[11]
- 2015: 10 (6 männlich, 4 weiblich)[12]

## Verkehrsanbindung
Burkertshof ist über eine Gemeindeverbindungsstraße zu erreichen, die von der Kreisstraße NM 8 zwischen Langenthal und Litzlohe nach Westen abzweigt und nach Burkertshof den Gebertshof erreicht. Dort geht die Straße in einen Fuhrweg über, der zum Berger Gemeindeteil Haimburg führt.